# ボミレニン
ボミレニン(Vomilenine)は、アジュマリンの生合成における中間体である。